# Wandsworth
Wandsworth

Vist i Greater London
| Status                | Bydel i London |
| Areal:                | 34,26 km²      |
| Befolkning:           | 269.290 (2002) |
| Befolkningstæthed:    | 7860 pr. km²   |
| ONS-kode:             | 00BJ           |
| Adm. center:          | Wandsworth     |
| Adm. grevskab:        | Greater London |
| Ceremonielt grevskab: | Greater London |
|                       |                |
| Region:               | Greater London |
|                       |                |

Wandsworth er en bydel i det sydvestlige London. Den blev oprettet i 1965 ved at kredsene Battersea og dele af Wandsworth blev slået sammen. Clapham og det meste af Streatham tilhørte den gamle kreds Wandsworth, men blev lagt til Lambeth.

## Steder i Wandsworth
- Balham
- Battersea
- Earlsfield
- Furzedown
- Nine Elms
- Putney
- Putney Heath
- Putney Vale
- Roehampton
- Southfields
- Streatham Park
- Tooting
- Wandsworth

51°27′25″N 0°11′25″V / 51.4569°N 0.1903°V